# Chrono Trigger: Crimson Echoes
Chrono Trigger: Crimson Echoes és un videojoc sense ànim de lucre fet per un grup de fans del Chrono Trigger (darrere el nom de Kajar Laboratories) per a la Super Nintendo Entertainment System. La història té lloc entre els esdeveniments del Chrono Trigger i la seva seqüela, Chrono Cross. El joc és una imatge ROM del Chrono Trigger i utilitza el mateix motor que l'original. Els fets que hi ocorren passen cinc anys després del final de l'argument del Chrono Trigger amb els mateixos personatges que al joc original. El projecte es va desenvolupar entre el 2004 i el 2009, acumulant una mitjana de 35 hores de joc i fins a 10 finals alternatius. Poques setmanes abans del llançament oficial, Square Enix, l'empresa darrere de l'original Chrono Trigger, va enviar una carta de cease-and-desist. Tot i això, poc temps després han anat circulat per la xarxa versions pràcticament, sinó totalment acabades, que funcionen amb emuladors de SNES.